# 자발 알무카베르 클럽
자발 알무카베르 클럽(아랍어: نادي جبل المكبر, 영어: Jabal Al-Mukaber Club)은 팔레스타인의 축구 클럽으로, 동예루살렘을 연고로 하고 있다. 현재 팔레스타인의 최상위 리그 중 하나인 서안 지구 프리미어리그에 참가하고 있다.

## 우승 경력
- 서안 지구 프리미어리그

● 우승 (2): 2010, 2023